# Е-спорт
Е-спорт или електронски спорт представља облик такмичења који се одвија путем електронских система, нарочито видео-игара; улаз играча и тимова као и излаз система е-спорт догађаја, посредује људско-рачунарски интерфејс. Најчешће, е-спортови имају облик организованих такмичења, такозваних „multiplayer” (видео игра у којој учествује више играча), нарочито између професионалних играча. Најуобичајенији жанр видео игара које су повезане са е-спортовима су стратегије у реалном времену, борилачке, пуцачке иге из првог лица (ФПС), и игрица у којој учествује више играча који играју преко интернета у ратној арени (МОБА). Турнири као што су Интернационал, Лига Легенди Светски Шампионат, Battle.net Светски Шампионат, Еволуциони Шампионат, и Intel Extreme Masters пружају директан пренос такмичења, и новчане награде, као и плате које добијају учесници.
Организована мрежна и без мрежна такмичења су дуго била део културе видео игара, учесници и гледаоци оваквих догађаја су доживели велики пораст популарности крајем 2000. до почетка 2010. Док су такмичења која су се одржавала око 2000. су била масом између аматера, пролиферација професионалних такмичења и растуће гледаности сада подржава велики број професионалних играча и тимова и многи програмери видео игара сада уграђују разне функције и могућности у своје игре осмишљене да олакшају овакве врсте такмичења.
Борилачке игре и аркадне игре су такође биле популарне међу аматерским  турнирима, иако се заједница борилачких игара често дистанцирала од е-спорт етикете. средином 2010. најуспешнији наслови карактерисани у професиналном такмичењу су биле игрице у којој учествује више играча који играју преко интернета у ратној арени (МОБА), а то су: Дота 2, Лига Легенди, и пуцачка игра из првог лица Counter-Strike: Global Offensive. Остале игре са значајним зарадама укључују и Смајт, StarCraft II, Call of Duty, Heroes of the Storm, Hearthstone и Overwatch.
У 2013. години, процењено је да је око 71,5 милиона људи широм света гледа е-спорт. Све већа доступност интернет преноса медијских платформи, посебно Twitch.tv, постао је централна база у расту и промоцији е-спорт такмичења. Демографски, Главна организација за е-спорт је пријавила да укупна гледаност е-спорта која сачињава 85% мушкараца и 15% жена, а већина гледалаца су старосне доби између 18 и 34. Упркос томе, неколико женских личности унутар е-спорт света се надају све већој присутности женских играча. Јужна Кореја има неколико утвђених е-спорт организација који су лиценцирани као професионални гејмери још од 2000. године признавању е-спорт такмичења ван Јужне Кореје је дошло нешто спорије. Уз Јужну Кореју, такмичења се у већини случајева одржавају у Европи, Северној Америци и Кини. Упркос огромном видео гејминг тржишту, е-спортови у Јапану су релативно неразвијени, што се приписује у великој мери својим законима против коцкања.
Глобално тржиште е-спорта генерише 325$ милиона Америчких долара прихода ѕа 2015. годину а очекује се приход од 493$ милиона Америчких долара у 2016. години. Публику која прати е-спорт у 2015 години је сачињавало 226 милона људи.

## Историја

### Рана историја (1972—1989)
Први и најранији познатији турнир у видео играма се догодио 19. октобра 1972. у Станфорд Универзитету, играла се игра Spacewar. Станфордови студенти су позвани на „Итергалактичку spacewar олимпијаду” где је главна награда била годишња претплата на чувене Ролингстонсе, Bruce Baumgart победио је у пет-људи-свако-за-себе турнир и Tovar и Robert E. Maas побеђујући тимско такмичење. Space Invaders Шампионат одржан од стране Атари 1980. године је био најранији турнир видео игара који је био великих размера јер се тада одазвало преко 10.000 играча широм целе Америке, тада успостављајући такмичење и турнире као главни ток хобија.
На лето 1980, Walter Day основао је висок резултат вођења евиденције организације зване Twin Galaxies. Организација је имала за циљ да помогне у промовисању видео игара и објављује своје записе путем публикација као што су Гинисова Књига Светских Рекорда, и 1983 је креирала САД национални видео гејм тим. Тим је био укључен у такмичењима, као што је вођење Видео Гејм Мастерс турнира за Гинисову књигу рекорда и спонзоришући Северно Амерички Изазов турнир видео игара.
Током 1970-их и 1980-их, играчи видео игара и турнири су све чешће почели да се појављују на популарним сајтовима и магазинима као што су Живот и Време. Један од најпознатијих играча класичних аркадних игара је био Billy Mitchell, због свог држања рекорда за највиши резултат у шест игара, укључујући Pac-Man и Donkey Kong 1985-те са питањем Гинисове књиге рекорда. На телевизији е-спорт догађаји емитовани у том периоду били су Амерички шоу Starcade који је трајао између 1982. и 1984. године и емитује укупно 133 епизоде, на којима такмичари покушавају да достигну највећи резултат у аркадним видео играма. Турнир видео игара је укључена као део ТВ емисије That's Incredible!, и турнири су такође представљени као део парцеле разних филмова, укључујући 1982 је Tron.

### Онлајн видео игре (1990—1999)
Током 1990-их, многе игре су имале користи од повећања интернет конекције, нарочито Рачунарске игре.На пример, игра Netrek(Нетрек) је била интернет игра коју је могло да игра до 16 људи, скоро потпуно написана у cross-platform(више платформском) Софтверу отвореног кода. Нетрек је трећа видео игра, али прва видео игра која је користила мета сервере да лоцира отворене сервере, и прва која је имала сталну информацију о корисницима. Године 1993. је била кредитирана од стране Wired Magazine као „прва онлајн спортска видео игра”.
Велики е-спорт турнири 1990-их укључују у 1990 Нинтендо Светско првенство, који је обишао целу Сједињену Државу, и одржала је финале у Универзал Студио Холивуд који се налази у Калифорнији. Нинтендо је одржао Друго светско Првенство 1994. године за Супер Нинтендо Ентертаинмент Систем који се зове Нинтендо ПоверФест '94. Било је 132 финалиста који су играли у финалу у Сан Дијегу (Калифорнија). Mike Iarossi је тада однео кући прву награду. Блокбастер Видео је такође водио своје Светско првенство у видео играма почетком 1990-их, чији домаћин је био Гејм Про магаѕин. Грађани из САД, Канаде, Уједињених Краљевства, Аустралије, и Чилеа си били у могућности да се такмиче. Игре из 1994. које су се тада играле су „НБА џем” и „Виртуа Рејсинг”.
Телевизијске емисије које садрже е-спортове током овог периода обухватају Британски шоу „Гејм Мастерс” и „Лош утицај”. Аустралијски гејм шоу A*mazing, где су се у једној рунди учесници суочавали у видео играма.
Турнири основани крајем 1990-их укључују Cyberathlete Professional League (CPL), QuakeCon, и Professional Gamers League. Рачунарске игре које су се играле на ЦПЛ су биле games played at the CPL included the Counter-Strike серијал, Quake Серијал, и Warcraft.

### Глобални турнири (од 2000. до сада)
Раст е-спортова у Јужној Кореји се сматра да је под утицајем масовне изградње широкопојасне интернет мреже након азијске финансијске кризе 1997. године. Такође се сматра да је висока стопа незапослености у том периоду изазвала многе људе да нешто раде док су незапослени.
Током 2010-те, популарност и раст е-спортова је огромна, стварањем великог раста како гледаности тако и новчане награде. Иако су велики турнири одржавани пре 21. века, број и обим турнира је значајно повећан, са око 10 турнира у 2000. години на око 260 у 2010. Многи успешни турнири су оснивани током овог периода, турнири попут World Cyber Games, Intel Extreme Masters, и Major League Gaming. Пролиферација турнира укључује експериментисање са такмичењима ван традиционалног е-спорт жанрова. На пример, у септембру 2006. FUN Technologies Worldwide Webgames Championship представља 71 учесника такмичући се у обичним играма за $1 милион као главну награду
У априлу 2006. године Г7 екипе формирали су седам истакнутих Кантер-Страјк тимова. Циљ ове организације је био да повећа стабилност у е-спорт свету, нарочито у стандардизовању трансфера играча и рад са лигама и организацијама. Оснивачи и чланови су били 4 Kings, Fnatic, Made in Brazil, Mousesports, NiP, SK-Gaming, Team 3D. Организација је трајала само до 2009. године пре него што се догодио распад.
2000-те су биле врхунац преноса е-спортова на телевизију. Телевизијска покривеност је најбоље утврђена у Јужној Кореји. са Старкрафтом и Воркрафт 3. такмичења су регуларно и редовно била на телевизору 24 часа на кабловским ТВ каналима Ongamenet и MBCGame. На другом месту, е-спорт телевизијска покривеност је била спорадична. Немачка ГИГА телевизија је приказивала е-спортове док је нису угасили у 2009. години. Уједињена Краљевства сателитска телевизија на каналу XLEAGUE.TV су се преносили е-спорт такмичења од 2007. до 2009. Једини канал који преноси е-спортове је био канал ЕСЛ ТВ који је платио телевизијски модел промене имена на Гига 2 од јуна 2006. до јесени 2007. Телевизија у Француској канал „Game One” преноси е-спорт мечеве у емисији званој „Арена онлајн” за Xfire трофеј. У САД, канал „ESPN” је држао Madden NFL такмичења у емисији Madden Nation од 2005. до 2008. године. DirecTV преноси Championship Gaming Series турнир за две сезоне у 2007. и 2008. години. CBS емитује снимљене снимке 2007. године Светске Серије видео игара турнир који је одржан у Луивилу, САД. G4 телевизијски канал оригинално је покривао искључиво видео игра, али је проширио обим покрића на технологију и животни стил мушкараца, па је на крају завршио као ухашен канал.
Популарност и појава онлајн стримовања су помогле при расту е-спортова у овом периоду, и ово је највише уобичајен начин гледања турнира. Twitch, је онлајн платформа за стримовање која је покренута у 2011. години, која рутински стримује популарне е-спорт такмичења. У 2013, гледаоци ове платформе су гледали 12 милијарди минута видео материјала овог сервиса, са две најпопуларније игре Twitch преноса Лига Легенди и Дота 2. Током једног дана „The International” турнира, Twitch је забележио 4,5 милиона јединствених прегледа, где сваки гледалац гледа у просеку од 2 сата.
Модерни е-спорт „бум” такође бележи пораст у компанијама видео игара које обухватају сав е-спорт потенцијал својих производа. После много година игнорисања и повремено сузбијање е-спорт сцене, Нинтендо одржава Wii Games Summer 2010. оја је трајала више од месец дана, турнир је имао преко 400.000 учесника, што га чини највећим и најскупљим турниром којег је ова компанија икада одржала. Током 2014. године домаћин Нинтендо позива на Super Smash Bros. for Wii U такмичарски турнир 2014 Electronic Entertainment Expo (E3) новинарска конверенција која је била у директном преносу преко „Twitch” платформе. Хало програмери 343 Industries представиле су у 2014. години планове о оживљавању Хало игре као е-спорт са креацијом Halo Championship Series и главном наградом у износу од 50.000 америчких долара Америчких долара. Blizzard Entertainment и Riot Games имају сопствене студентске програме на терену са својим North American Collegiate Championship. Од 2013 универзитети и факултети у Сједињеним Америчким Државама, као што је Robert Morris University Illinois и University of Pikeville су препознали е-спорт играче као спортисте на нивоу универзитета и нуде атлетске стипендије..
У 2014. највећа независна е-спорт лига, Electronic Sports League, склопила је партнерство са локалним брендом Japan Competitive Gaming да покушају да допринесе раст е-спортова у овој земљи.
Физичка гледаност е-спорт такмичења и обим догађаја су порасле у тандему са растом онлајн гледалаца. У 2013. години, 3 сезона светског шампионата у Лиги Легенди је одржана у Staples Center где је била потпуно распродата. Светски шампионат Лиге Легенди који се одржао 2014. године у Seoul, Јужна Кореја је имала више од 40.000 присутних гледалаца и на њему бенд Imagine Dragons, и отварање и затварање церемоније као додатак такмичења.

## Класификација као спорт
Етикетирање видео игара као спорт је контроверзна тачка расправе. Док неки указују на пораст популарности е-спортова као оправдање за одређивање неке игре као спорт, други тврде да видео игре никада неће достићи статус „правог спорта”. Међутим, популарност није једини разлог идентификовања видео игара као спорта: неки су тврдили да „пажљиво планирање, прецизан тајминг и вешто извршење”, треба да буде оно што сврстава активност као спорт, као и то да физички напор и да то мора бити неки терен за играње, нису потребни за традиционалним или нетрадиционалним „спортом”. У 2014 технолошка конференција, када су упитани о недавном откупу популарног стриминг сервиса „Twitch”, ESPN председник John Skipper је описао е-спорт као „не спорт - то је такмичење”. у 2013. години у епизоди од Real Sports with Bryant Gumbel пеналиста се отворено смејао на ову тему. Поред тога, многи који су у заједници борилачких игара одржавају разлику између њихових такмичарских игара такмичења и комерцијално повезаних е-спорт такмичења из других жанрова. Видео игре су понекад класификоване као умни спорт (mind sport). У 2015 е-спорт Светском Шампионату чији је домаћин био International e-Sports Federation, водила се дискусија са посеетиоцима иѕ интернационалног спортког друштва да дискутују о будућем препознавању е-спортова као легитиман спортски догађај широм света.
У 2013. години, Канадски League of Legends играч Danny „Shiphtur” Le је постао први професионални гејмер који је добио Америчку „P-1A визу”, категорија која је предвиђена за „међународно признат спортиста”
У 2016. години, Француска влада је почела да ради на пројекту о регулацији и препознавању е-спортова.

## Игре
Велик број игара је популарно међу професионалним такмичарима. Турнири који су се појавили средином 1990-их имале су огромну популарност у борбеним видео играма и пуцачиниама из првог лица, жанрови који су и дан данас остали јако популарни. Током 2000-их, стратегије у реалном времену су постале толико популарне у Јужно Корејским интернет кафићима, који си имале круцијалан значај у развоју е-спортова широм света. После 2010. од популарне игре Warcraft III: The Frozen Throne, настао је мод Defense of the Ancients (Дота), multiplayer online battle arena(МОБА) игре су постале популарне на е-спортовима. Такмичења су постојала за много наслова и жанрова, али најпопуларније игре су Counter-Strike: Global Offensive, Call of Duty, League of Legends, Dota 2, Smite, Rocket League, World of Tanks, Heroes of the Storm, Hearthstone, Super Smash Bros. Melee и StarCraft II. Hearthstone је популарна collectible card game (CCG) жанр који је стартовао 2014. године.

## Дизајн видео игре
Уобичајено је да се видео игре праве да се искуство играча у игра развија током играња, многе успешне е-спорт игре се дизајнирају да буду игрне професионално од самог почетка. Програмери могу да одлуче да додају наменске е-спорт функције, или чак да направе дизајн који дају подршку на високом нивоу такмичења. Игре као што су StarCraft II, League of Legends, и Dota 2 су све биле дизајниране, барем у најмањем делу, да подрже прифесионално такмичење.

### Мод посматрача
Осим што играчи имају могућност да учествују у игри, многи програмери видео игара су додали посматрајуће карактеристике ѕа добробит гледалаца. Ово може да варира једноставно да играчи прате игру са становишта противничке тачке гледишта, у веома измењеном интерфејсу који даје гледаоцу приступ информацијама које чак и играчи не могу да имају. Стање игре виђене кроз овај начин можда имају тенденцију да буду одложени у одређеном временском периоду у циљу спречавања погледа противничких информација који тај тим не може да види и да због тога не би тај тим имао предност. Игре са овим додатком су Counter-Strike: Global Offensive, Call of Duty, StarCraft II, Dota 2, и Counter-Strike. League of Legends има посматрачке додатке који су уклоњени са сопствене креиране партије.

### На мрежни
Веома уобичајена метода за конектовање је интернет. Гејм сервиси су често раздвојени регијама, али због високе квалитетне конекције играчи су у могућности да се повежу у реалном времену широм света. Лоше особине онлајн конекције укључују повећану тешкоћу детектовања варања у односу на физичке догађаје, и веће лагове који могу довести до негативног утицаја играчког преформанса, нарочито на већим нивоима такмичења. Многа такмичења користе онлајн методу, нарочито мањи турнири.
Од 1990-их, стручни тимови или организовани кланови су поставили мечеве преко Internet Relay Chat мреже као што су QuakeNet. Каоко су се е-спортови развијали, све уобичајеније за играче је била да користе аутоматско прављење меча које су игре саме нудиле. Ово је постало популарно од 1996. године када је пуштен Blizzard's Battle.net, који је интегрисан у обе серије Warcraft и StarCraft серијал. Аутоматско прављење меча је постало уобичајено и у конзолама, са сервисима као што су Xbox Live и PlayStation Network.

### Локална мрежа
Осим тога, такмичења се често обављају преко локалне мреже или ЛАН-а. Мања мрежа обично има врло мало лаг-а и много вишег квалитета. Такмичари морају бити физички присутни, ЛАН помаже у томе и осигурафа фер плеј тако што има директан надзор. Ово помаже у спречавањи било које врсте варања, као што су недозвољени хардвери или софтвери, модовање. Физичка присутност такмичара помаже креирању боље социјалне атмосфере на ЛАН догађајима. Многи играчи организују ЛАН партије или посете интерет кафиће, а већина великих турнира се обавља преко ЛАН.
Појединачне игре су предузеле различите приступе за подршку ЛАН. За разлику од оригиналне StarCraft, StarCraft II је пуштен без подршке за ЛАН игре, што је изазвало јаку негативну реакцију од играча. League of Legends је првобитно био намењен само за онлајн игру, али у октобру 2012. представљен је ЛАН клијент који је био намењен искључиво за турнире. У септембру 2013. године, „Valve” је додао ЛАН могућност играња за Dota 2 као печ у својој игри.

## Тимови и савези
Професионални играчи, или „про гејмери”, су често у савезу са гејминг тимовима. Тимови попут OpTic Gaming, Evil Geniuses, Team SoloMid, Cloud9, Fnatic, Mineski, Counter Logic Gaming, SK Telecom T1, Splyce, Team EnVyUs, и Natus Vincere се састоје од неколико професионалаца. Поред новчане награде од победе на турнирима, играчи могу и да добијају одвојену тимску плату. Тимско спонзорство покрива путовања на турнире или гејминг хардвере. Истакнути е-спорт спонзори су компаније као што су Logitech и Razer. Тимови имају те спонзоре на њиховом сајту, и на својим дресовима и на њиховом друштвеним медијима, у 2016. највећи тимови имају пратиоце који чине 1,27 милиона фанова. Савези укључују Korean e-Sports Association (KeSPA), International e-Sports Federation (IeSF), British eSports Association, International eGames Committee (IEGC) и World eSports Association (WESA).
Традиционални спортисти су показали интересовање за е-спортове, а за то су примери Rick Fox који је власник Echo Fox и Шакил О’Нил чији је инвеститор NRG eSports. Па чак и неки фудбалски тимови као што су Schalke 04 у Немачкој и PSG eSports у Француској, имају своје тимове у е-спортовима, док код нас е-спорт клуб има СД Црвена звезда.